# Rudolf van den Berg
Rudolf van den Berg, né le 6 janvier 1949 à Rotterdam (Hollande-Méridionale) et mort le 12 juillet 2025 à Paris, est un réalisateur, producteur, scénariste et écrivain néerlandais.

## Biographie
Rudolf van den Berg naît le 6 janvier 1949 à Rotterdam aux Pays-Bas.
Il effectue ses études au Vossius Gymnasium, une école réputée d’Amsterdam. Il obtient un diplôme de politologue à l'université d'Amsterdam en 1975.
Il réalise des documentaires pour la télévision. Depuis 1984, il a principalement réalisé des longs métrages. Il a aussi adapté deux livres de Leon de Winter : Bastille et Search to Eileen. Il est récompensé par 4 Gouden Kalf, notamment pour son premier film Bastille.
Il a également adapté avec une subtile ironie, le livre De avonden de Gerard van het Reve. Avec son film Tirza, il illustre le roman d'Arnon Grünberg. Ce film a également été choisi pour la participation néerlandaise aux Oscars 2010.
Rudolf van den Berg meurt le soir du 12 juillet 2025 dans le 10e arrondissement de Paris d’un arrêt cardiaque à l’âge de 76 ans.

## Filmographie
- 1982 : Sal Santen Rebel
- 1984 : Bastille
- 1985 : Stranger at Home
- 1987 : Zoeken naar Eileen (nl)
- 1989 : De avonden
- 1992 : Xangadix (De Johnsons)
- 1996 : Tod im kalten Morgenlicht
- 1997 : For My Baby
- 1998 : Oud Geld (nl) (série télévisée)
- 2002 : Snapshots
- 2004 : Notice
- 2007 : Steel and Lavender - The Life and Times of a Dutch Tycoon
- 2010 : Tirza
- 2011 : Dutch Masters in the 21st Century : co-réalisé avec Barbara Makkinga, Frans Weisz et Robert Oey
- 2012 : Süskind
- 2016 : A Real Vermeer (Een echte Vermeer)

## Publication
- 1984 : Bastille: een film van Rudolf van den Berg[8]